# James Crawford (esquiador)
James Alexander Crawford (conocido como Jack Crawford; Toronto, 3 de mayo de 1997) es un deportista canadiense que compite en esquí alpino. Su hermana Candace compite en el mismo deporte.
Participó en dos Juegos Olímpicos de Invierno, en los años 2018 y 2022, obteniendo una medalla de bronce en Pekín 2022, en la prueba combinada.
Ganó una medalla de oro en el Campeonato Mundial de Esquí Alpino de 2023, en el supergigante. En la Copa del Mundo consiguió una victoria y seis podios en total.

## Palmarés internacional
| Juegos Olímpicos   | Juegos Olímpicos             | Juegos Olímpicos  | Juegos Olímpicos |
| Año                | Lugar                        | Medalla           | Prueba           |
| ------------------ | ---------------------------- | ----------------- | ---------------- |
| 2022               | Pekín (China)                | Medalla de bronce | Combinada        |
| Campeonato Mundial |                              |                   |                  |
| Año                | Lugar                        | Medalla           | Prueba           |
| 2023               | Courchevel/Méribel (Francia) | Medalla de oro    | Supergigante     |